# LineageOS
LineageOS (IPA: /ˈlɪnɪɪdʒ/) è una ROM basata sul sistema operativo Android (AOSP), nata con lo scopo di riprendere lo sviluppo da dove si era fermato il progetto CyanogenMod e di distaccarsi da Cyanogen Inc.

## Storia
Il 23 dicembre 2016, la società Cyanogen Inc. annuncia la chiusura dei suoi servizi e dei siti del progetto open source CyanogenMod. Il team della custom ROM, non avendo più a disposizione i server per le build nightly, decide di interrompere lo sviluppo di CyanogenMod. Poche ore dopo viene messo online il sito di LineageOS, in cui viene annunciato che si sarebbe continuato dai sorgenti della famosa custom ROM defunta. Il 20 gennaio 2017, il team annuncia la piena operatività delle loro infrastrutture.
Il processo di transizione del codice da CyanogenMod a LineageOS si è concluso il 25 febbraio 2018 con l'avvio delle prime build basate su Android Oreo.

## Caratteristiche
L'interfaccia di LineageOS è molto simile a quella dei Google Pixel. Utilizza un launcher ereditato da CM, il Trebuchet. Questo, come tutte le altre app preinstallate, è scarno di funzioni, è stabile e viene aggiornato di rado. Sono presenti varie opzioni di personalizzazione come i colori accento e il tema scuro.
Solitamente LineageOS viene utilizzata su dispositivi obsoleti mancanti di build di sicurezza e feature moderne; Dopo aver installato la ROM il dispositivo sarà sprovvisto delle app Google che potranno essere installate manualmente in un secondo momento. 
Ogni mese il codice viene aggiornato con le ultime patch di sicurezza di Google. Assieme a queste c'è Trust, una sezione delle impostazioni che permette di controllare lo stato di sicurezza del dispositivo come la cifratura della memoria, la modalità SE Linux e molto altro.
Il principale fattore che rende LineageOS una delle ROM più diffuse è la sua grande stabilità. Per entrare nell'elenco di build ufficiali, un dispositivo deve poter sfruttare tutte le sue funzioni hardware ed essere adatto all'uso quotidiano.

## Versioni LineageOS
| Versione LineageOS | Versione Android                  | Data di rilascio ufficiale | Stadio di sviluppo         |
| ------------------ | --------------------------------- | -------------------------- | -------------------------- |
| LineageOS 13       | 6.0 Marshmallow 6.0.1 Marshmallow | 22 gennaio 2017            | Terminato                  |
| LineageOS 14.1     | 7.1.1 Nougat 7.1.2 Nougat         | 22 gennaio 2017            | Terminato                  |
| LineageOS 15.1     | 8.1.0 Oreo                        | 26 febbraio 2018           | Terminato 28 febbraio 2020 |
| LineageOS 16.0     | 9 Pie                             | 1º marzo 2019              | Terminato                  |
| LineageOS 17.1     | 10                                | 1º aprile 2020             | Terminato 16 febbraio 2022 |
| LineageOS 18.1     | 11                                | 1º aprile 2021             | Terminato 5 marzo 2024     |
| LineageOS 19.1     | 12                                | 26 aprile 2022             | Stabile                    |
| LineageOS 20       | 13                                | 31 dicembre 2022           | Stabile                    |
| LineageOS 21       | 14                                | 14 febbraio 2024           | Stabile                    |
| LineageOS 22       | 15                                | 31 dicembre 2024           | Stabile                    |

*Solo per i dispositivi non aggiornati alla 16.0
     Vecchia versione
     Solo supporto
     Ultima versione stabile
     Versione in sviluppo (solo build non ufficiali)

### LineageOS 13.0
Il 20 gennaio 2017, il team LineageOS annuncia la piena operatività delle sue infrastrutture e alcuni giorni dopo inizia a distribuire le prime nightly 13.0 con Android Marshmallow per molti dei dispositivi supportati da CyanogenMod 13. Le funzioni sono le stesse dell'omonima versione di CyanogenMod. Da notare che in questa versione rimane il gestore temi di CyanogenMod.
Le prime build, contrassegnate come experimental, sono build di passaggio per consentire la migrazione dei dati da CyanogenMod.
A febbraio 2018, il team dichiara concluso lo sviluppo su Android Marshmallow, mettendo la parola fine su questa versione.

### LineageOS 14.1
Parallelamente alle nightly 13.0, escono le prime nightly della versione 14.1 basata su Android Nougat per molti dei dispositivi che erano stati aggiornati alla CyanogenMod 14.1. Le funzioni rimangono pressoché le stesse. Come l'omonima versione della CM, LineageOS 14.1 non ha più il supporto ai temi.
Come per la 13.0, le build experimental sono build di passaggio per consentire la migrazione dei dati da CyanogenMod.
Ad aprile 2017 la ROM viene aggiornata ad Android 7.1.2 Nougat.
A novembre 2017, la LineageOS 14.1 è la prima ROM Android a proteggersi dalla falla delle chiavi WPA2-PSK denominata KRACK.
A marzo 2019 lo sviluppo viene abbandonato.

### LineageOS 15.0
A settembre 2017 cominciano i primi sviluppi su Android Oreo. Questa versione è disponibile solo in alcune build non ufficiali della ROM, con caratteristiche uguali alla 14.1

### LineageOS 15.1
A dicembre 2017 il codice di LineageOS 15 viene convertito a 15.1 passando da Android 8.0 a 8.1.
Il 24 febbraio 2018 il team annuncia l'inizio della compilazione delle nightly ufficiali di LineageOS 15.1. Tra le novità principali figurano un supporto preliminare al Project Treble, un codice pulito dalle parti inutilizzate, una nuova versione del launcher Trebuchet, una nuova versione della fotocamera e la personalizzazione degli accenti di sistema.
Novità degna di nota, anche se è una novità di Android Oreo e non di Lineage, è il ritorno dei temi grazie a OMS e Substratum.
A marzo 2018, LineageOS 15.1 riceve la funzione Lockdown (Blocca ora), che serve a disabilitare per una volta l'autenticazione biometrica, introdotta sulla preview di Android P. A partire dal 1º marzo 2019 questa versione riceve solo aggiornamenti di sicurezza sui dispositivi non aggiornati alla versione 16, Il supporto per questa versione di Lineage OS è terminato il 28 febbraio 2020: dopo questa data non verranno rilasciati ulteriori aggiornamenti di sicurezza o di bugfix.

### LineageOS 16.0
Ad agosto 2018 inizia il lavoro su Android Pie. Il 1º marzo inizia il rilascio ufficiale per i primi dispositivi. Tra le novità ci sono l'AOD per alcuni telefoni, la possibilità di bloccare le connessioni USB quando lo schermo è bloccato e nuove API compatibili con la dark mode del futuro Android 10. Il supporto ad Lineage OS 16 è terminato il 15 febbraio 2021

### LineageOS 17.1
A settembre 2019 con il rilascio di Android 10 inizia il lavoro sulla nuova incarnazione di LineageOS, la quale verrà rilasciata il primo aprile del 2020. il 16 febbraio 2022 viene annunnciata la fine del supporto per la versione 17.1 in vista del rilascio della versione 19

### LineageOS 18.1
A dicembre 2020 dopo l'undicesima major relase di Android, il team di LineageOS inizia a lavorare sulla versione 18 della ROM. Quest'ultima conterrà tutte le funzioni del sistema operativo sul quale si basa (Android 11) fra le quali quelle che saltano più all'occhio sono: Le Bubbles (la possibilità di far apparire delle bolle in stile Facebook Messenger per ogni conversazione), la possibilità di ridimensionare le finestre in modalità Picture-in-Picture, l'aggiunta delle funzioni: Screenshot e Seleziona nel menu multitasking e altre varie migliorie.

### LineageOS 19.1
Il 26 aprile 2022, dopo l'annuncio ufficiale, sono state rese disponibili le prime build della versione 19.1. Il ramo 18.1 rimane in fase di sviluppo attivo.

### Lineage OS 20
l 22 agosto 2022 sono state rese disponibili le prime patch della versione 20 di Gerrit, in attesa dell'annuncio ufficiale. Il ramo delle versioni 18.1 e 19.1 rimane in fase di sviluppo attivo. Il 31 dicembre 2022 sono state rese disponibili le prime 20 build, dopo l'annuncio ufficiale. Il ramo 18.1 e 19.1 rimane in fase di sviluppo attivo.

## Pesci d'aprile
Ogni anno il team LineageOS organizza un pesce d'aprile che viene incluso nelle nightly della settimana del 1º aprile, per poi essere rimosso in quelle successive.

### 2017: VoLTE
Il pesce d'aprile 2017 è stato organizzato ironizzando su due delle domande più fatte dalla community, ossia quale fosse la mascotte ufficiale di LineageOS e quando sarebbe arrivato il supporto a VoLTE. Così è stata presentata una mascotte rappresentata da un polpo abbozzato con all'interno della testa il logo di LineageOS, chiamata proprio VoLTE. Tuttavia, la mascotte (pur essendo senza nome) è presente nella versione 15.1 come easter egg, accompagnando il polpo di Android Oreo.

### 2018: LOSCoins e Genuine Guarantee
Nel 2018, con la continua creazione di nuove criptovalute, il team ha pensato bene di presentare la sua criptovaluta: LOSCoins, introducendo anche l'app Wallet con cui era possibile inviare LOSCoins agli amici.
Insieme ai LOSCoins, è stata introdotta anche Genuine Guarantee, che mostrava una notifica all'avvio che avvertiva l'utente che il sistema era contraffatto. Se premuta, veniva visualizzato un messaggio che avvertiva che sul telefono contraffatto sarebbero stati minati LOSCoins per evitare usi impropri delle risorse hardware. L'unico modo per disattivarla era eseguire un comando dal terminale della recovery.
Gli utenti, non cogliendo l'ironia di questa notifica, sono stati presi dal panico costringendo il team di LineageOS a pubblicare un post, in data 10 aprile, dove si spiegava che era tutto uno scherzo per il 1º aprile. Inoltre è stato dichiarato che non vi è stato un consenso globale da parte degli sviluppatori nell'introdurre il pesce d'aprile, e che l'anno successivo sarebbe stata prestata maggiore attenzione al riguardo.